# Balacra punctata
Balacra punctata là một loài bướm đêm thuộc phân họ Arctiinae, họ Erebidae.